# Spiral (prævention)
 For alternative betydninger, se Spiral. (Se også artikler, som begynder med Spiral)
Spiralen er en lille t-formet plastikstav, der er omviklet med kobbertråd (kobberspiral) eller en hormoncylinder (hormonspiral). Spiralen placeres i livmoderen ved en gynækologisk undersøgelse og virker på sædcellerne, så de ikke når op i livmoderen eller ud i æggelederne og kan befrugte ægget. 
På engelsk hedder en spiral ”Intrauterine Device” (IUD) altså en genstand, der ligger i livmoderen. Når man i Danmark kalder det en spiral, er det, fordi nogle af de tidligere modeller var spiralformede, og det navn har hængt ved.